# David Libens
David Libens, né le 20 décembre 1971 à Liège, est un auteur de bande dessinée belge.

## Biographie
David Libens naît le 20 décembre 1971 à Liège,. 
Il est élève au Collège Saint-Louis de cette même ville. Puis, il s'inscrit à l'École de recherche graphique (ERG) de Bruxelles. Il y est élève de 1992 à 1996. Chaque semaine, il vend en compagnie de Stephanam pour cinq francs belges une feuille A4 dessinée/photocopiée recto-verso nommée le Proulou.
Il publie dans le fanzine Kollectiv dès 1998,.
David Libens prend part, avec Bert, Claude Desmedt, Cédric Manche et Martin Maillard, à la création du SPON,. Il participe à l'ensemble des quarante-sept numéros de ce fanzine hebdomadaire de bandes dessinées alternatives (auquel se joindront Sacha Goerg, Stéphane Noël et Stéphanam) publiée entre janvier et décembre 1999. Il contribue avec un récit intitulé Marconi street chronicles au collectif Abruxellation publié par les éditions de L'Employé du Moi en 2000 dont il est l'un des cofondateurs. Dans les années 2000, il commence un fanzine périodique intitulé Ça va ?. Chaque fois qu’il rencontre une personne qui lui demande de manière automatique comment il va, David Libens lui offre le dernier numéro de son zine au lieu de répondre à la question.
Il publie Le Couloir (2002), Recto Verso (2003), Les Dunes (2007) sur un scénario de Philippe Vanderheyden.
Il participe aux 24 heures de la bande dessinée à Montréal en mai 2008 avec 14 autres auteurs, où la contrainte était de faire apparaître une photo d'un pêcheur dans le déroulement du scénario.
Il tient le blog Badaboom Twist en anglais dès 2008,,.
Il demeure dans la région de White River Junction dans le Vermont en résidence artistique et il est étudiant au Center for Cartoon Studies (en) en 2010,.
En 2013, il publie le roman graphique Sans charlot dans la collection « Vingt-Quatre » chez le même éditeur. Les livres de David Libens en font naturellement l’un des porte-drapeaux de L’Employé du Moi. Pour cet auteur bruxellois, la narration et la spontanéité sont prépondérantes aux considérations esthétiques. Fidèle, plus de dix ans après, aux principes fondateurs du Spon, il dessine des livres introspectifs qui flirtent avec l’autobiographie et explorent le mal-être. 
En 2014, il sort le premier volume de Thomas et le cimetière des animaux intitulé Mouchette a disparu publié aux éditions canadiennes La Courte Échelle. Une bande dessinée jeunesse qui conte le quotidien de Thomas qui habite près d’un cimetière pour animaux où il mène une vie douce et agréable aux côtés de son grand-père, le gardien du cimetière, de son chien Gontran et de Mouchette, sa chatte adorée.
Il participe également à Traits contemporains ! (Édouard Leclerc, Festival international de la bande dessinée d'Angoulême, 2001), Disparition (2004), 40075KM (2006), Crrisp ! (2008), Appendix (2010), Sweet 15 (2015),. La Fanzinothèque recense 164 documents de David Libens en 2024.
Son travail influence Julie Delporte. Les étudiants Jen, Cindy et Zin de la faculté des arts de la communication de l'Université Chulalongkorn (en) de Bangkok s'inspirent d'une série de dessins de David Libens pour leur court récit Ascent en 2016.
Il vit quelque part entre la Belgique et les États-Unis.

## Œuvres publiées

### Albums
- Le Couloir[23], L'Employé du Moi, Bruxelles, janvier 2002
Scénario et dessin : David Libens - Couleurs : noir et blanc -  (ISBN 2930360011)
- De l'autre côté recto-verso, L'Employé du Moi, Bruxelles, janvier 2003
Scénario, dessin et couleurs : David Libens,(OCLC 1400226843)
- Les Dunes, L'Employé du Moi, coll. « Sous-main », Bruxelles, mai 2007
Scénario : Philippe Vanderheyden - Dessin : David Libens - Couleurs : noir et blanc -  (ISBN 978-2-930360-15-7)
- Sans charlot[17], L'Employé du Moi, coll. « Vingt-Quatre », Bruxelles, janvier 2013
Scénario, dessin et couleurs : David Libens -  (ISBN 978-2-930360-56-0) — Format comics.

#### Thomas et le cimetière des animaux
- 1. Mouchette a disparu, La Courte Échelle, Montréal, 22 mai 2014
Scénario, dessin et couleurs : David Libens -  (ISBN 9782896955824)

### Collectifs
- Abruxellation, L'Employé du Moi, Bruxelles, 2000
Scénario : collectif - Dessin : collectif dont David Libens -  (ISBN 2-930360-00-3),Préface : Juan d'Oultremont. Participation : Marconi street chronicles.
- Disparition, L'Employé du Moi, 2004  (ISBN 978-2-930360-06-5) (OCLC 417938995)
- 40075km comics, L'Employé du Moi, Bruxelles, janvier 2007
Scénario et dessin : collectif dont David Libens - Couleurs : quadrichromie -  (ISBN 978-2-930360-13-3),compilation d'une sélection des planches du site 40075km.net.
- Crrisp !, L'Employé du Moi, juin 2008 (ISBN 978-2-930360-22-5)
- Appendix, L’Employé du Moi, Bruxelles, octobre 2010
Scénario : collectif - Dessin : collectif dont David Libens - Couleurs : quadrichromie -  (ISBN 978-2-930360-32-4),Téléchargeable gratuitement au format PDF sur le site de l'éditeur[24].
- Sweet 15[25], L'Employé du Moi, Bruxelles, janvier 2015
Scénario : collectif - Dessin : collectif dont David Libens - Couleurs : quadrichromie -  (ISBN 978-2-390040-06-4)Noté première édition, broché en 13,5 × 14 cm. Distribué au festival d'Angoulême 2015 puis en librairie à l'occasion du 15e anniversaire de la maison d'édition.

### Anthologies en anglais publiées aux États-Unis
- Caboose, Center for Cartoon Studies (en), 2010 (ASIN B08946F8WT)
- Sunday[26] no 4, 2011.

### Dans des périodiques
- SPON nos 1-47, 5 janvier 1999 à décembre 1999.

#### Livres
: document utilisé comme source pour la rédaction de cet article.
- Le 9e Rêve no 6, Bruxelles, Institut Saint-Luc de Bruxelles, École de recherche graphique, 2006, 144 p. (présentation en ligne), p. 56. .
- Thierry Bellefroid et Jean-Marie Derscheid, « Libens David Dessinateur - Scénariste », dans 77 auteurs de bande dessinée en Wallonie et à Bruxelles, Bruxelles, Wallonie-Bruxelles International, 2017, 128 p., ill. (ISBN 2-930071-83-4, lire en ligne), p. 68.
- Philippe Mellot, Michel Denni, Laurent Turpin et Isabelle Morzadec, Trésors de la bande dessinée : BDM 2023-2024 - Catalogue encyclopédique et Argus, Paris, Les Arènes, novembre 2022, 23e éd., 1677 p., ill. ; 23 cm (ISBN 9791037507280, OCLC 1351462460, présentation en ligne), p. 339, 420, 1117. .